# Sztrela (hordozórakéta)

A Sztrela orosz hordozórakéta, amely a szovjet UR–100N interkontinentális ballisztikus rakétán alapul.
Első repülése 2003. december 5-én történt.
A Rokothoz hasonlóan az UR–100 interkontinentális rakétából fejlesztették, de kevesebb változtatással. Például a Rokot állványról indul, míg a Sztrela silóból.
A második és harmadik indítása a Bajkonuri űrrepülőtérről történt 2013. június 27-én és 2014. december 19-én.